# 李完用
李完用（：／ I Wanyong，1856年7月17日—1926年2月12日），字敬德（경덕），號一堂（일당），朝鲜京畿道人，本貫牛峰李氏。朝鲜王朝末年及大韓帝國的政治人物。他積極推動日韓併合，因此被朝鮮民主主義人民共和國與大韓民國視為頭號親日派賣國賊，列為乙巳五賊、丁未七賊、庚戌國賊之一。

## 簡歷
李完用於1883年（光緒9年）中科舉，於1887年（光緒13年）前往美國從事海外勤務三年，被視為國際派的政治活動家。
開國504年（1895年），明成皇后遇刺後，由於李完用與親美派、親俄派的李範晉、李學均、李允用企圖發動政變，推翻親日的金弘集政權失敗而流亡美國使館。1896年（建陽元年），李完用成功讓高宗前往俄國使館，因瓦解親日政權而備受親美派與親俄派的重視。之後李完用出任外務大臣，後轉任學務大臣。但是由於與俄國駐韓公使不合而外放地方。1901年（光武5年），李完用回到中央任職並轉向親美派。
日俄戰爭後，日本獲得勝利，李完用也轉而親日，聯合其他四名內閣大臣支持並簽署1905年（光武9年）的《乙巳條約》，該約使韓國的主權幾乎被日本剝奪殆盡，淪為保護國。引起民間的憤怒與反彈。五人遂被合稱為「乙巳五賊」。
1907年（光武11年），李完用在韓國統監伊藤博文的支持之下出任內閣總理大臣，並且在海牙密使事件中強逼高宗退位，簽署《丁未七條約》，他與參與此事的另外六位內閣大臣被合稱為「丁未七賊」。

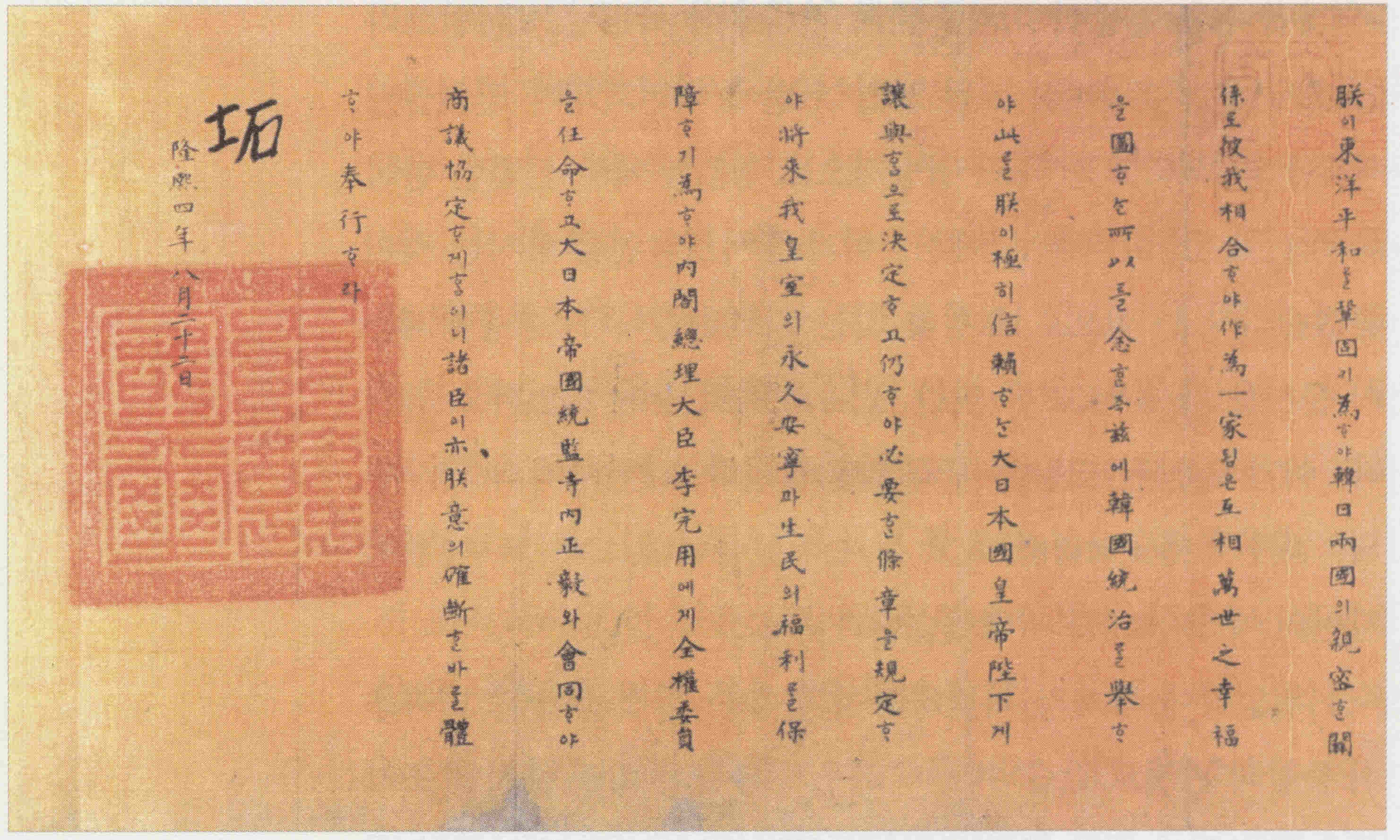
大韓帝國皇帝純宗簽署的全權委任書，1910年8月22日

1909年（隆熙3年）12月22日，李完用在明洞聖堂前被「乙巳五賊暗殺團」刺客李在明行刺受重傷。
1910年（隆熙4年）8月13日，日本提出吞併韓國時，李完用向韓國統監寺內正毅提出保留韓國國號但遭到拒絕。8月21日，李完用以總理身份簽署《日韓合併條約》，他與參與此事的另外七位內閣大臣被合稱為「庚戌國賊」。日韓合併後，1910年（明治43年）李完用被日本封為伯爵。1920年（大正9年），晉升為侯爵。1926年（大正15年），獲頒大勳位菊花大綬章，為第二次世界大战前韓國李王家以外唯一受勳的韓國人。
1926年（大正15年），死於肺炎。當年險遭刺殺時傷及半邊胸部，以致失去機能，被認為是原因。
身後遺體葬於全羅北道益山郡朗山面，由於被視為賣國賊，墳墓逐漸荒廢。韓國獨立後的1979年子孫把墓拆除。遺骨下落不明。

## 評價
不論是朝鮮民主主義人民共和國還是大韓民國，都將李完用視為頭號親日派賣國賊。韩国政府和民間都公認李完用為親日反民族行為者，朝鲜官方更形容李完用是李氏家族的耻辱，民族罪人等等。
2005年南韓公佈《親日反民族行為者財產國家歸屬相關特別法》，經親日反民族行為者財產調查委員會調查後，政府決定沒收李完用等親日派9人子孫的土地。
雖然李完用親日，但也曾經參與創立獨立協會，摸索獨立自主之道，也從未學過、說過日語（跟日人說話則用英語）。《獨立新聞》亦從未有報導批評李完用。
當時他被稱為書法家，著有《一堂紀事》。